# Arzonella curiosa
Arzonella é um género monotipo de vespas pertencentes à família Encyrtidae. A sua única espécie é Arzonella curiosa.